# 短命内閣

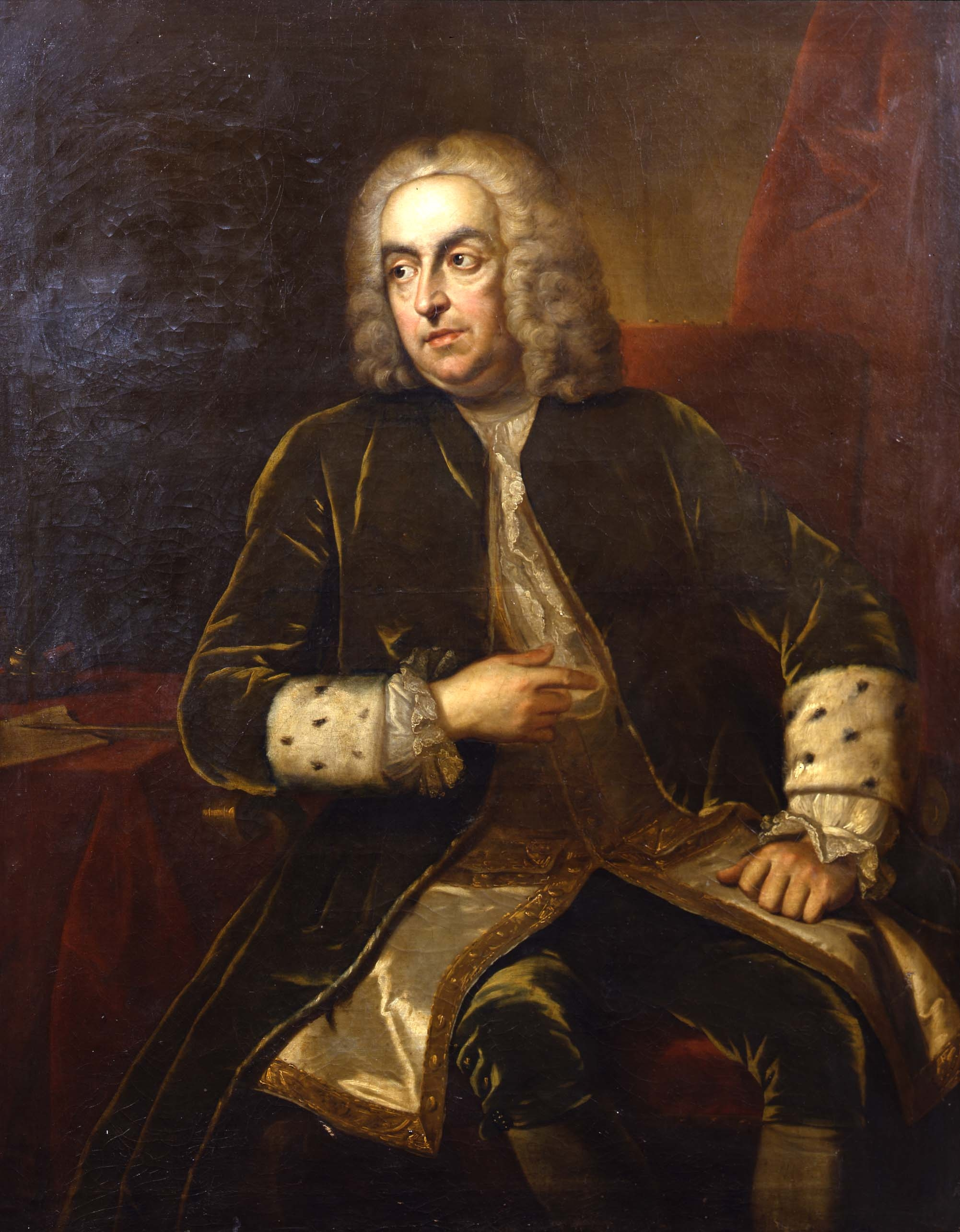
バース伯爵

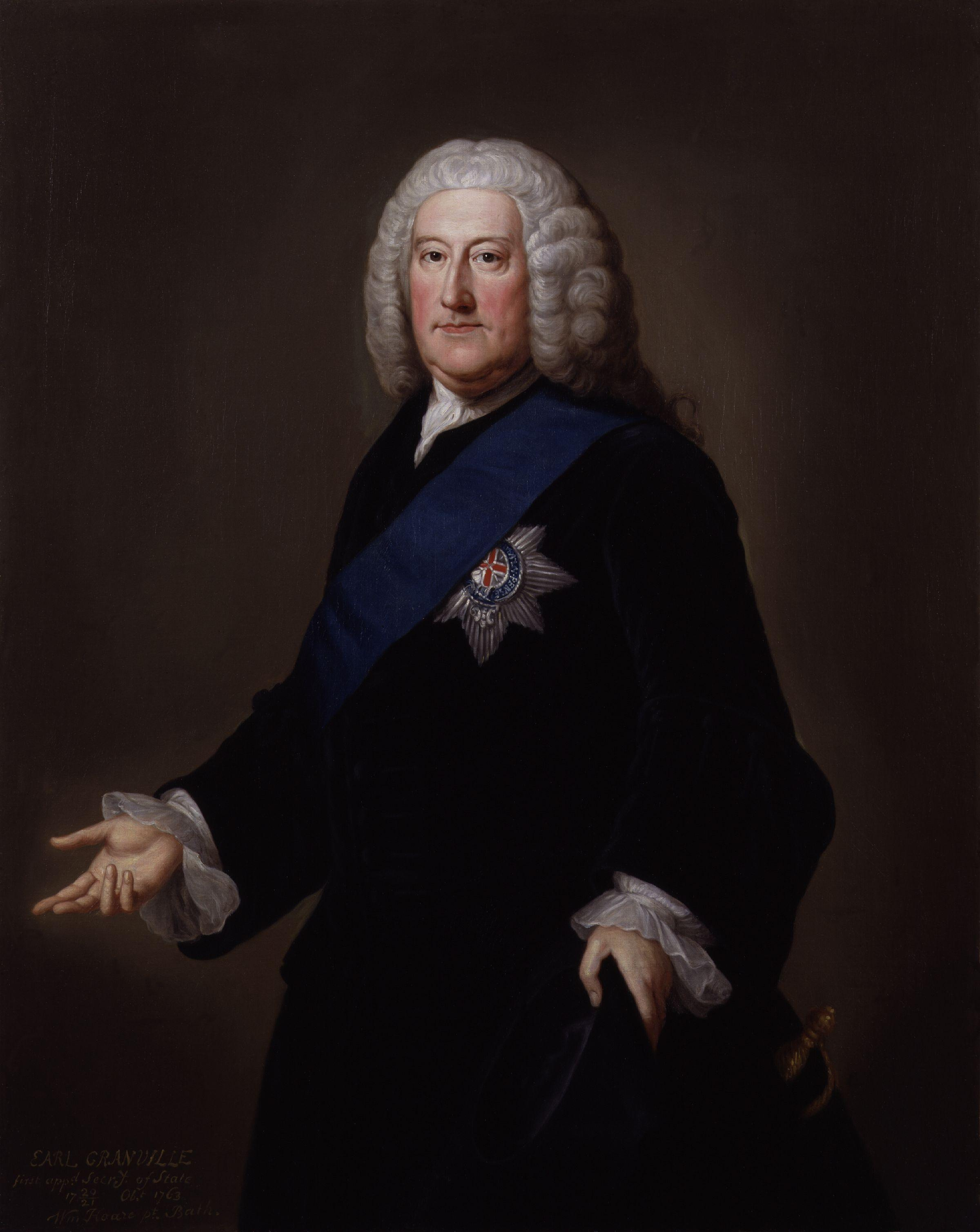
グランヴィル伯爵

「短命」内閣（たんめいないかく、英語: "Short-lived" ministry）、またはバース＝グランヴィル内閣（バース＝グランヴィルないかく、英語: Bath–Granville ministry）は、1746年に短期間存在した、グレートブリテン王国の内閣。
1746年2月10日、イギリス首相ヘンリー・ペラムの辞任に伴い、バース伯爵は元北部担当国務大臣のグランヴィル伯爵とともに組閣にあたった。しかし、組閣はわずか2日間で失敗、ペラムは2月12日に首相に復帰した。

## 内閣
- 第一大蔵卿：バース伯爵[2]
- 王璽尚書：カーライル伯爵[2]
- 海軍卿（英語版）：ウィンチルシー伯爵[2]
- 北部担当国務大臣、南部担当国務大臣：グランヴィル伯爵
- 国務大臣（英語版）：チャムリー伯爵[3]
- アイルランド総督：ボルトン公爵[3]
- 主馬頭（英語版）：ポートランド公爵[3]
- 庶民院院内総務：第4代準男爵ジョン・ラッシュアウト（英語版）[3]